# Fred Cole
Fred Cole (Tacoma, 28 augustus 1948 — 9 november 2017) was een Amerikaans zanger en gitarist. Hij was de frontman van onder andere Dead Moon, Pierced Arrows en The Lollipop Shoppe. 

## Biografie
In 1964 begon Fred Cole met zijn muzikale carrière in Las Vegas met de band The Lords waarmee hij de single "Ain't Got No Self-Respect" heeft uitgegeven. In 1965 gaf hij zijn volgens single uit genaamd "Povertry Shack" met de band Deep Soul Cole.

### The Lollipop Shoppe
Vanaf 1966 maakte Fred Cole deel uit van de band The Weeds. Met deze band nam hij de single  “It’s your Time” uit op Teenbeat Club Records. Na een conflict het hun management en angst om in militaire dienst te moeten besloten ze uit te wijken naar Canada. Nadat ze in Portland zonder benzine zijn komen te staan zijn ze gaan optreden in de club Folk Singer waar Kathleen “Toody” Conner werkte. Fred en Toody zijn in 1967 getrouwd. 
De bandnaam werd gewijzigd in The Lollipop Shoppe. Ze gaven het album en single “You Must Be a Witch” uit en gingen in 1969 uit elkaar. 

### Captain Whizeagle’s
Fred en Toody trokken met hun twee kinderen naar Alaska. Nadat hun terugkeer naar Portland openden ze hun winkel in muziekinstrumenten genaamd Captain Whizeagle’s. Fred ging spelen in de hardrock band Zipper waarmee in 1975 een album op eigen label werd uitgegeven. 

### King Bee
Daarna begon hij te spelen in de band King Bee. In deze band ging hij voor het eerst ook gitaar spelen. Met deze band heeft hij ooit het voorprogramma voor The Ramones verzorgd. Na deze band richtte hij samen met Toody de band The Rats, waarmee ze in 1980 een album uitgaven op het Whizeagle label. 

### Dead Moon en Pierced Arrows
In 1987 ging het echtpaar samenwerken met drummer Andrew Loomis waarmee de basis werd gelegd voor de band Dead Moon. De albums “In the Graveyard”, “Unknown Passage” en “Defiance” werden op het eigen Tombstone Records label uitgegeven. Dit was ook meteen de naam van de winkel in muziekinstrumenten die ze openden in Clackamas, Oregon. Met deze band heeft het echtpaar uitgebreid door Europa en vooral Nederland opgetreden. Dead Moon heeft verschillende bands geïnspireerd en wordt geregeld gecoverd door Pearl Jam. Na het afronden van de “Echoes of the Past” tour in December 2006 stopte de band. Het laatste optreden was op 26 november in Vera in Groningen. Fred en Toody hebben hierna de band “Pierced Arrows” opgericht met Kelly Halliburton op de drums. 
Hij overleed op 9 november 2017 op 69-jarige leeftijd aan de gevolgen van kanker.

## Trivia
- Fred en Toody Cole hadden een speciale band met Vera in Groningen. Geen artiest heeft zovaak in deze club opgetreden als Fred en Toody[2].
- Fred en Toody Cole speelden voor de laatste keer in Nederland op 14 februari 2017 met “Fred & Toody” in de Merleyn in Nijmegen.

- International Standard Name Identifier: 0000 0000 5553 1010
- Library of Congress Control Number: n95094778
- MusicBrainz: f3f637d5-b5c8-48c1-98e7-d18162eb9179
- Virtual International Authority File: 55866348
- WorldCat: E39PBJg8KdCRGrgxKxtKx9TJXd